# BMW R 47
BMW R 47 – produkowany od 1927 do 1928 dwucylindrowy (bokser) motocykl firmy BMW będący kolejnym sportowym motocyklem w ofercie firmy. Podwozie zaadaptowano z modelu R 42 z 1926, a silnik na R 37. Dzięki temu uzyskano odpowiednio niską cenę co spowodowało prawie dziesięciokrotny wzrost sprzedaży w stosunku do modelu BMW R 37. Sprzedano 1720 sztuk w cenie 1850 Reichsmarek.

## Konstrukcja
Dwucylindrowy górnozaworowy silnik w układzie bokser o mocy 18 KM wbudowany wzdłużnie zasilany 1 gaźnikiem BMW o średnicy gardzieli 26mm. Suche sprzęgło jednotarczowe połączone z 3-biegową, ręcznie sterowaną skrzynią biegów. Napęd koła tylnego wałem Kardana. Podwójna rama rurowa ze sztywnym zawieszeniem tylnego koła. Z przodu zastosowano hamulec bębnowy o średnicy 150mm, a z tyłu hamulec szczękowy działający na wał napędowy. Prędkość maksymalna 110 km/h.